# أول باي
أول باي (بالنرويجية البوكمول: Ole Bae)‏ هو سياسي نرويجي، ولد في 18 أغسطس 1902، وتوفي في 28 سبتمبر 1972.